# Corsept
Corsept is een gemeente in het Franse departement Loire-Atlantique (regio Pays de la Loire). De plaats maakt deel uit van het arrondissement Saint-Nazaire. Corsept telde op 1 januari 2022 2.615 inwoners.

## Geografie
De oppervlakte van Corsept bedroeg op 1 januari 2022 23,62 vierkante kilometer; de bevolkingsdichtheid was toen 110,7 inwoners per km².

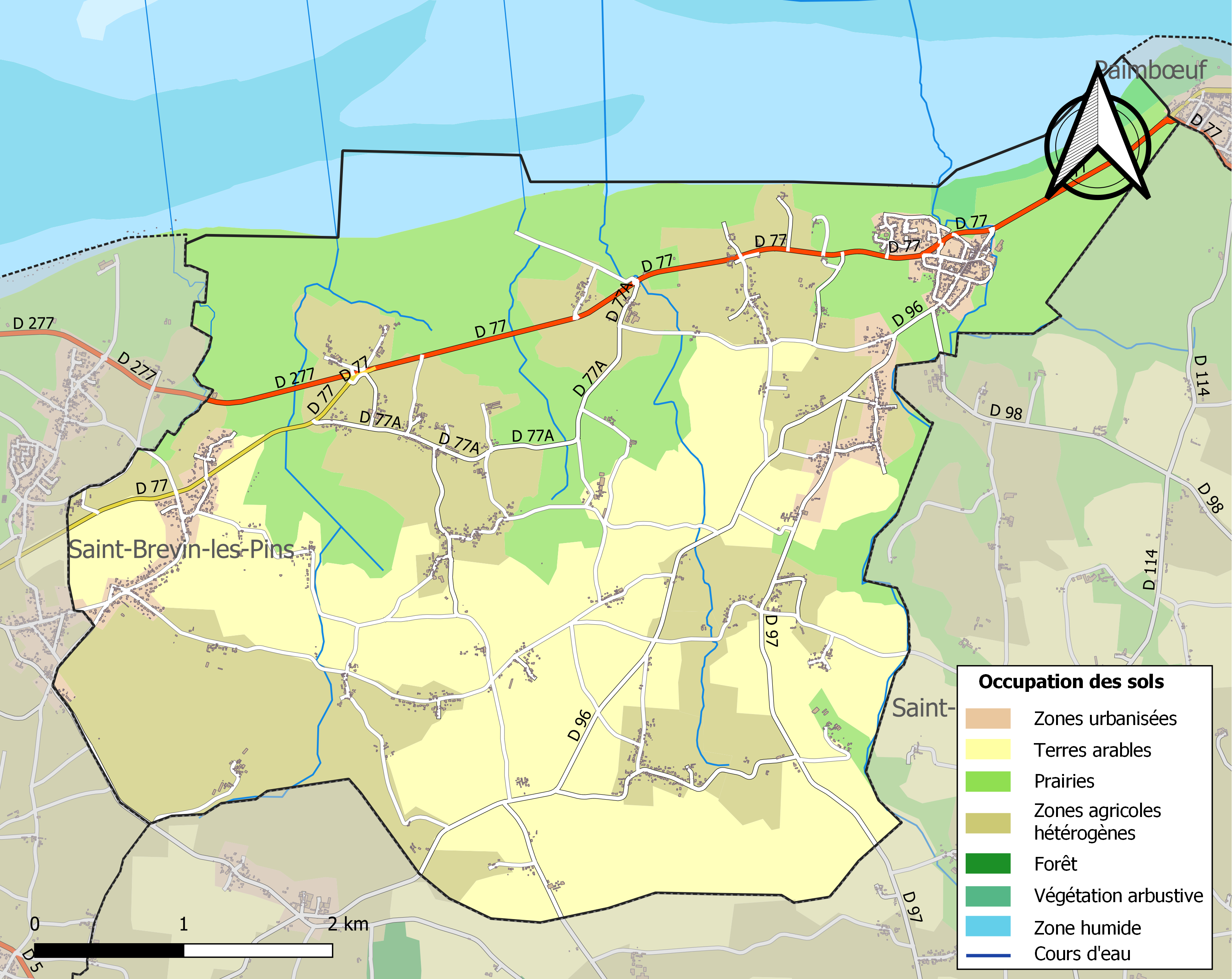
Kaart van de gemeente met de belangrijkste infrastructuur, bodemgebruik en omliggende gemeenten

## Demografie
Onderstaande figuur toont het verloop van het inwonertal (bron: INSEE-tellingen).